# Quận Bartholomew, Indiana
Quận Bartholomew là một quận thuộc tiểu bang Indiana, Hoa Kỳ. Quận lỵ đóng tại thành phố Columbus 6. Quận được thành lập ngày 8 tháng 1 năm 1821 từ quận Jackson và vùng đất mới mua Delaware. Quận được đặt tên theo Lt. Col. Joseph Bartholomew. Theo Cục điều tra dân số Hoa Kỳ, dân số theo điều tra năm 2000 là 71.435 người. Quận có diện tích 1054 km².